# IC 1578
IC 1578 ist eine Spiralgalaxie vom Hubble-Typ Sb im Sternbild Bildhauer am Südsternhimmel. Sie ist schätzungsweise 301 Millionen Lichtjahre von der Milchstraße entfernt und hat einen Durchmesser von etwa 70.000 Lj.
Im selben Himmelsareal befinden sich u. a. die Galaxien NGC 253, IC 1576, IC 1581, IC 1582.
Das Objekt wurde am 3. November 1898 von DeLisle Stewart entdeckt.